# Anselmo Blanlot Holley
Anselmo Blanlot Holley (La Serena, 1860-Santiago, 23 de octubre de 1920) fue un  abogado y político chileno.

## Biografía
Fue hijo de Anselmo Blanlot Leblanc y de Adela Holley Urzúa. Se casó con María Reissig Lobo, con quien tuvo doce hijos.
Estudió en la Facultad de Derecho de la Universidad de Buenos Aires. Juró como abogado el 8 de enero de 1884.
Fue fundador y miembro directivo de Escuela Nocturna Pública y Escuela de Artesanos «Alexander von Humboldt» en 1878, profesor de la Escuela Franklin en 1879, profesor de la Escuela Militar, profesor de práctica forense en la Universidad Católica e inspector de la Escuela Nacional de Preceptores. Fundó el periódico La Revista de Instrucción Privada en 1878.
En 1879 ingresó al Ejército y peleó en las batallas de Chorrillos y Miraflores.
Enviado por el presidente José Manuel Balmaceda como delegado al Cuartel General de la provincia de Tarapacá, fue prisionero en la batalla de Pozo Almonte y secuestrado en uno de los buques de la Armada en 1891. Desterrado a Buenos Aires. Abogado en Tacna hasta 1917.
Fue redactor de los diarios La Tribuna, La Nación y La República (1892). En 1896 cooperó a la redacción del diario El Liberal Democrático. 

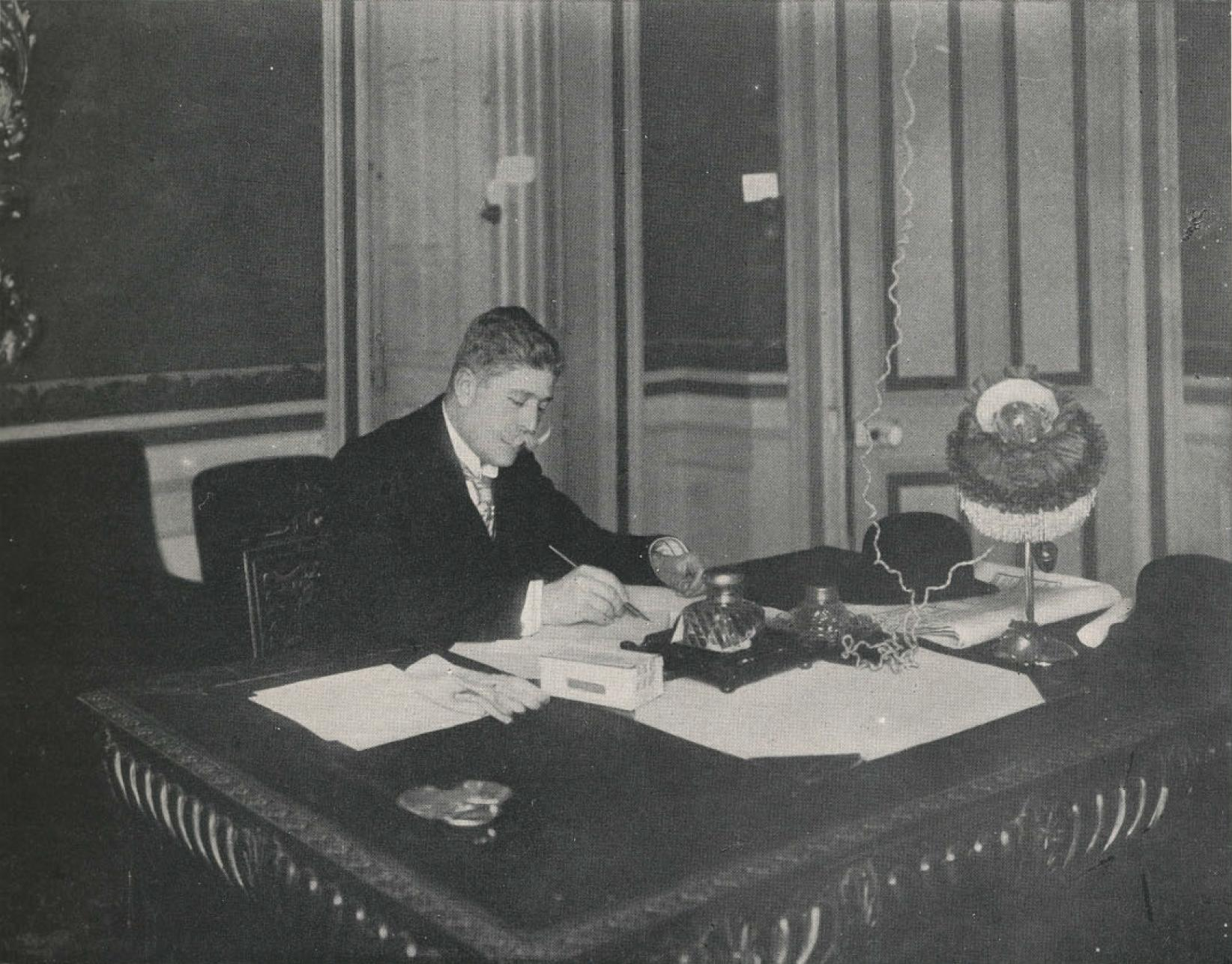
Anselmo Blanlot Holley en su escritorio (1911)

Diputado por Chillán (1888-1891), Santiago (1900-1903), Tarapacá y Pisagua (1918-1921). Diputado por el Congreso Constituyente de 1891 por Cañete.
Fue militante del partido Liberal, director y secretario de la junta Ejecutiva en 1890; Liberal Democrático desde 1892, y presidente del directorio en 1920.